# MYO
MYO是一款由加拿大 Thalmic Labs 公司于2013年所研发的手势控制臂环，使用者可以通过多种手势对电子设备进行控制。该产品已开始接受预订，售价为149美元，将于2013年年底发货。

## 功能设计
使用者可以将MYO手势控制腕带佩戴在任何一条胳膊的肘关节上方，做出一系列可以识别的20种手势，设备通过专用的感应器和六轴探测器瞬间测量肌肉的电活动，并将其转换成操作命令，使用蓝牙4.0的无线方式传输给电子设备，可以对设备进行如页面缩放、上下滚动等触屏操作；玩电脑游戏、浏览网页、控制音乐播放、操控无人机等娱乐活动。在操控的同时腕带会发出震动反馈，并能对他人产生的不规则噪声自动予以屏蔽。

## 连接方式
MYO配备了专用的感应器和九轴探测器，以侦测手部的肌肉运动。还配备了 ARM 处理器和一颗锂电池。设配不是同类产品基于摄像头来识别动作，而是使用蓝牙 4.0的无线传输方式连接到电子设备。这种方式可以不受具体场地的限制，交互时更自然，但是在精度和手势丰富度上有所限制。

## 支持设备
目前此产品支持 Mac 和 Windows 操作系统，官方表示将来会推出通过 API 以支持 Android 和 iOS 操作系统。

## 产品预定
MYO于2013年2月26日在其官网开始接受预订，售价为149美元，将于2013年年底发货。截至目前，预定的限额仅剩下不到10,000台。